# Porolissum
Porolissum bylo starověké římské město v provincii Dácii. V době dáckých válek Římané na jeho místě založili vojenský tábor, který se později vlivem obchodu s lokálním obyvatelstvem rozrostl ve stálé osídlení. Za císaře Hadriana se Porolissum stalo hlavním městem nově zřízené provincie Dacia Porolissensis. Septimius Severus udělil městu status municipia.